# -a
-a ist eine deutsche Ortsnamenendung, die auf unterschiedlichen Wegen entstanden sein kann.

## aha„Ache“
In vielen Fällen wird eine Endung auf -a, durch Schwächung vom althochdeutschen aha, einer Variante des -au, „Fließgewässer“, nhd. „Ache“ abstammen.
Beispiele: Altena (in Westfalen, an der Lenne), 1137 Altana, was wiederum aus Altenaha entstanden ist, Fulda (Fuld-aha), Nidda (Nid-aha)

## Bewusste Archaisierung
Im 16. Jahrhundert haben Schreiber in den Kanzleien Ortsnamen bewusst altertümlicher aussehen lassen, als sie damals waren.
So ersetzten sie in den Ortsnamen Jena, Salza und Fulda die ältere Endung -e durch eine altertümlich aussehende Endung -a.

## Slawischer Ursprung
Im sorbischen Sprachraum kann die Endung -a von einer slawischen Endung -ov oder -ovo abstammen. Beispiele: Cotta, Ostra, Plodda, Seyda, Torna